# 기무라 데쓰마사
기무라 데쓰마사(일본어: 木村 哲昌, 1972년 1월 24일 ~ )는 일본의 전 축구 선수이다.

## 구단 경력
과거 방포레 고후, 제프 유나이티드 이치하라에서 활동하였다.

## 지도자 경력
2012년부터 2014년까지 SC 사가미하라에서 감독을 맡았다. 2015년 본즈 이치하라의 감독으로 취임하였다.